# Floundering
Floundering es una película independiente de 1994, ambientada tras los disturbios de Los Ángeles en 1992. La película fue escrita y dirigida por Peter McCarthy, y protagonizada por James LeGros junto a John Cusack, Ethan Hawke, Steve Buscemi y Lisa Zane.

## Argumento
John (James LeGros) es un joven desempleado que vive solo y trata de pagar las cuentas del hospital de su hermano, su única familia. La película es narrada por John bajo el pesimismo de principios de los años 1990. Misántropo y arraigado a su hogar, lucha contra sus problemas personales en una serie de inconexos, y a veces imaginarios, encuentros con personalidades de la televisión, familiares muertos, un ex liberal ahora banquero, consumidores de drogas y la oficina de desempleo. Cada capítulo carga con comentarios sociales. El clímax de la película llega cuando John pierde las esperanzas y su búsqueda por el sentido se vuelve autodestrucción.

## Reparto
- James LeGros - John
- John Cusack - JC
- Ethan Hawke - Jimmy
- Steve Buscemi - Ned
- Lisa Zane - Jessica
- Kim Wayans - Desempleada
- Nina Siemaszko - Chica
- Jeremy Piven - Un tipo
- Alex Michel - Productor
- Billy Bob Thornton - Dependiente en la armería
- Mary Portser - Suzie
- Viggo Mortensen - Indigente
- Exene Cervenka - Indigente
- Dave Navarro - Drug Kid